# Lý Tiến
Lý Tiến (tiếng Trung: 李進; ? - ?), tên tự là Tử Hiền (子賢), là quan viên người Việt thời Đông Hán trong lịch sử Trung Quốc.

## Thân thế cùng thăng tiến
Lý Tiến quê ở Giao Chỉ thứ sử bộ, được cho là người quận Giao Chỉ (phần lớn đồng bằng Bắc Bộ Việt Nam ngày nay). Do đó, Lý Tiến được cho là người Việt Nam họ Lý đầu tiên làm quan cho triều đình phương Bắc, nếu không tính Lý Ông Trọng. Tuy nhiên, theo nguồn tài liệu Trung Quốc có niên đại sớm nhất từ thời Vạn Lịch nhà Minh như Quảng Đông thông chí do Quách Phỉ chỉnh lý hay Bách Việt tiên hiền chí của Âu Đại Nhiệm thì Lý Tiến là người Cao Hưng, đến thời Minh-Thanh thuộc Hóa Châu.
Lý Tiến xuất thân nghèo khó nhưng thông minh từ nhỏ, chăm chỉ hiếu học, đọc thông kinh sử. Ban đầu được bổ nhiệm làm quận công tào, sau thăng chức kỵ đô úy, có nguồn ghi là đô úy. Năm 137 (Vĩnh Hòa năm thứ 2) thời Hán Thuận Đế, dân Kinh Man nổi dậy. Lý Tiến được bổ nhiệm làm thái thú Vũ Lăng, dẫn quân đánh dẹp, chém đầu mấy trăm, còn lại đều hàng. Tiến tại nhiệm 9 năm, đến khi Lương thái hậu nhiếp chính (144), Lý Tiến được thăng trật 2.000 thạch, ban thưởng 20 vạn tiền. Nguyễn Văn Tố cho rằng sự kiện Lý Tiến làm thái thú Linh Lăng diễn ra vào năm 179.

## Tiến cử nhân tài Giao Châu
Năm 187, thứ sử Chu Phù bị người Di giết chết, triều đình bổ nhiệm Lý Tiến làm thứ sử Giao Chỉ, người trong bộ là Sĩ Nhiếp giữ nguyên chức thái thú Giao Chỉ. Lại theo tiến cử của Sĩ Nhiếp, lấy các em trai của Nhiếp là Sĩ Nhất làm thái thú Hợp Phố, Sĩ Vĩ làm thái thú Cửu Chân, Sĩ Vũ làm thái thú Nam Hải.
Năm 200, thứ sử Lý Tiến dâng tấu lên Hán Hiến Đế, đại ý là: Khắp cả thiên hạ đều là bề tôi của vua, thế mà nay làm quan ở triều đình đều là sĩ phu ở Trung Châu cả, chưa từng khuyến khích người xa, lời lẽ thống thiết, viện dẫn nhiều dẫn chứng. Vua Hán bèn hạ chiếu cho phép những người được cử hiếu liêm, mậu tại của Giao Chỉ bộ được làm trưởng lại trong châu.
Lý Tiến sau đó lại dâng sớ, nói: Người được cử làm hiếu liêm xin cho được như bác sĩ ở mười hai châu, căn cứ theo nhân tài mà đối xử. Tuy nhiên lần này Hữu ti của triều đình lại viện cớ người phương xa không thật thà, hay bắt bẻ, chê bai triều đình nên không chấp thuận. Người Giao Chỉ là Lý Cầm cùng đồng hương Bốc Long khoảng 5, 6 người là lính túc vệ, liền đến quỳ ở sân điện, hô rằng: Ơn vua ban không đều. Khi được Hữu ti hỏi, Lý Cầm trả lời, lời lẽ khẩn thiết đau đớn: Nam Việt ở xa không được trời che, đất chở, cho nên mưa ngọt không xuống, gió mát không đến. Hiến Đế liền hạ chiếu an ủi, lấy một người mậu tài làm Hạ Dương lệnh, một người hiếu liêm làm Lục Hợp lệnh. Nhiều người về sau làm quan lớn, như Lý Cầm quan đến Tư Lệ hiệu úy.

## Nhận xét
Sách Đại Việt sử ký toàn thư nhận xét: Nhân tài nước Việt ta được cùng tuyển dụng như người Hán là mở đầu từ Lý Cầm, Lý Tiến vậy.
Nguyễn Khắc Thuần trong tác phẩm Việt sử giai thoại có lời bàn:
| “ | Một sự việc, hai lời tâu, tương đồng là đó mà dị biệt cũng là đó. Lý Tiến là quan văn, chức hàm khá cao, bởi thế, ông tâu theo kiểu tâu của quan văn, cũng chứa chan tâm huyết, cũng thẳng thắn rạch ròi, nhưng quả là rất chừng mực, cả trong nội dung lẫn cung cách trình bày. Lý Cầm là con nhà võ, lại là võ bậc thấp, nghĩ sao nói vậy, không câu nệ chữ nghĩa, cũng bất chấp lễ nghi, cốt sao nói được tiếng nói của mình. Nhà Hán hẳn nhiên chẳng vì lời tâu của Lý Tiến và Lý Cầm mà thay đổi cách tuyển dụng người, nhưng dẫu sao thì cũng đã phải buộc lòng ghi nhận. Nếu thiếu dũng khí, chẳng thể nói được những lời như Lý Tiến và Lý Cầm đã nói đâu. Sử cũ chép chuyện Trương Trọng ngay sau chuyện Lý Tiến và Lý Cầm, dẫu biết rõ Trương Trọng sống sau hai nhân vật họ Lý này đến hơn 100 năm, ấy là muốn chép cho liền mạch dũng khí mà trước đó Lý Tiến và Lý Cầm đã tạo ra đó thôi. Phàm là người ở giữa cõi cao xanh, thiếu gì thì thiếu chớ thiếu dũng khí thì kể như thiếu hẳn một cái gì lớn lao vô cùng. Câu hỏi của Tấn Minh Đế chứa chất sự cao ngạo một cách vô lối. Nhưng, đáng đời thay, trả lời cho câu hỏi của Tấn Minh Đế lại là một người Việt vừa rất giàu dũng khí lại cũng vừa rất thông minh. Hóa ra, không biết mà chân thành đi hỏi người biết thì ta bao giờ cũng an lòng về ta. Ngược lại, không phải không biết mà vẫn cứ cố đặt câu hỏi để hỏi người biết, thì tai họa của câu trả lời chưa dễ lường trước được đâu. | ” |

Sách Đại Nam dật sử - Sử ta so với sử Tàu của Nguyễn Văn Tố có lời bình: Lý Tiến làm thứ sử châu Giao về đời Hán. Thứ sử là quan đầu tỉnh, nước ta bấy giờ cũng như một tỉnh của nhà Hán cho nên thứ sử cũng như vua nước Nam về sau. Ở đây, Lý Tiến là người nước Nam, lại được thống trị nước Nam vào thời Bắc thuộc thật là một việc ít có.

## Thời gian làm thứ sử
Lý Tiến tiến cử nhân tài Giao Chỉ bộ (Giao Châu) khi đang giữ chức thứ sử. Tuy nhiên, thời gian tại nhiệm của Lý Tiến lại có những mâu thuẫn giữa các nguồn sử liệu.
- Theo Quảng Đông thông chí: Trong những năm niên hiệu Trung Bình (184 - 189), Lý Tiến thay Giả Tông giữ chức thứ sử Giao Chỉ bộ. Giả Tông được bổ nhiệm năm 184, quản lý Giao Chỉ qua khởi nghĩa Khăn Vàng, sau đó được bổ nhiệm làm thứ sử Ký Châu và mất tại chức năm 187.[4][7] Tức Lý Tiến được bổ nhiệm khoảng 185-187, trước Chu Phù.
- Theo Đại Việt sử ký toàn thư: Năm 187, thứ sử Giao Chỉ bộ là Chu Phù bị giết. Năm 200, Lý Tiến là thứ sử Giao Chỉ. Cùng năm 187, thái thú quận Giao Chỉ là Sĩ Nhiếp nhân cơ hội đó tiến cử người thân khống chế các quận Nam Hải, Uất Lâm, Cửu Chân.[10] Tức Lý Tiến được bổ nhiệm khoảng 187-200, sau Chu Phù.
- Theo Tam quốc chí (nguồn sử liệu sớm nhất): Sau khi Chu Phù chết, Sĩ Nhiếp tiến cử người thân khống chế các quận Nam Hải, Uất Lâm, Cửu Chân. Trong đó, Sĩ Nhất rời Lạc Dương về Giao Chỉ sau khi Đổng Trác khống chế triều đình (189). Trương Tân được triều đình bổ nhiệm làm thứ sử Giao Chỉ ngay sau khi Chu Phù chết.[9] Tức Lý Tiến không làm thứ sử trong thời kỳ này.